# 遊馬ジェシー
遊馬 ジェシー（あすま ジェシー、1994年1月31日 - ）は、日本の元プロ野球選手、野球指導者。
アメリカ合衆国ハワイ州出身。本名は同じ。

## 経歴
埼玉県立南稜高校を経て埼玉大学で学ぶ。大学卒業後、小学校の教員を務めていた。
2018年に独立リーグのベースボール・ファースト・リーグ（略称：BSL、2019年より関西独立リーグ）に加盟する兵庫ブルーサンダーズ（現：兵庫ブレイバーズ）に練習生として入団する。
2019年に支配下登録され、選手兼任コーチにも就任したが、6月28日付で退団した。2020年より同じリーグの06BULLS（現：大阪ゼロロクブルズ）に入団。14試合に出場して規定未到達ながら打率.421を記録する。兵庫・06時代を通じて代打もしくは途中出場での起用が大半で、06ではマネージャーや三塁コーチを務めていたこともあった。
2022年シーズン終了をもって任意引退により06を退団した。
2024年時点では奈良県のクラブチームであるNARA Ambitions Clubに所属している。

## 詳細情報

### 独立リーグでの年度別打撃成績
出典はリーグウェブサイト。
| 年 度    | 球 団    | 試 合 | 打 席 | 打 数 | 得 点 | 安 打 | 二 塁 打 | 三 塁 打 | 本 塁 打 | 塁 打 | 打 点 | 盗 塁 | 盗 塁 死 | 犠 打 | 犠 飛 | 四 球 | 敬 遠 | 死 球 | 三 振 | 併 殺 打 | 打 率 | 出 塁 率 | 長 打 率 | O P S |
| -------- | -------- | ----- | ----- | ----- | ----- | ----- | -------- | -------- | -------- | ----- | ----- | ----- | -------- | ----- | ----- | ----- | ----- | ----- | ----- | -------- | ----- | -------- | -------- | ----- |
| 2019     | 兵庫     | 2     | 2     | 2     | 0     | 0     | 0        | 0        | 0        | 0     | 0     | 0     | -        | 0     | 0     | 0     | -     | 0     | 0     | 1        | .000  | .000     | .000     | .000  |
| 2020     | 06       | 14    | 20    | 19    | 1     | 8     | 1        | 0        | 0        | 9     | 1     | 0     | -        | 0     | 0     | 1     | -     | 0     | 3     | 0        | .421  | .450     | .474     | .924  |
| 2021     | 06       | 13    | 16    | 14    | 0     | 1     | 0        | 0        | 0        | 1     | 2     | 0     | 0        | 0     | 1     | 0     | -     | 1     | 4     | 1        | .071  | .125     | .071     | .196  |
| 2022     | 06       | 4     | 5     | 5     | 0     | 1     | 0        | 0        | 1        | 0     | 0     | 0     | 0        | 0     | 0     | 0     | -     | 0     | 2     | 0        | .200  | .320     | .241     | .561  |
| KDL：4年 | KDL：4年 | 33    | 43    | 40    | 1     | 10    | 1        | 0        | 0        | 11    | 3     | 0     | -        | 0     | 1     | 1     | -     | 1     | 9     | 2        | .250  | .279     | .275     | .554  |

### 背番号
- 5 （2019年）
- 33（2020年 - 2022年）